# Peter Liu Genzhu
Peter Liu Genzhu (chiń. 劉根柱; ur. 12 października 1966 w Hongdong) – chiński duchowny katolicki, biskup Hongdong od 2020.

## Życiorys
Święcenia kapłańskie otrzymał w 1991 roku.
Wybrany biskupem diecezjalnym Hongdong. Sakrę biskupią przyjął z mandatem papieskim 22 grudnia 2020. 